# Escale à Ch'tiland

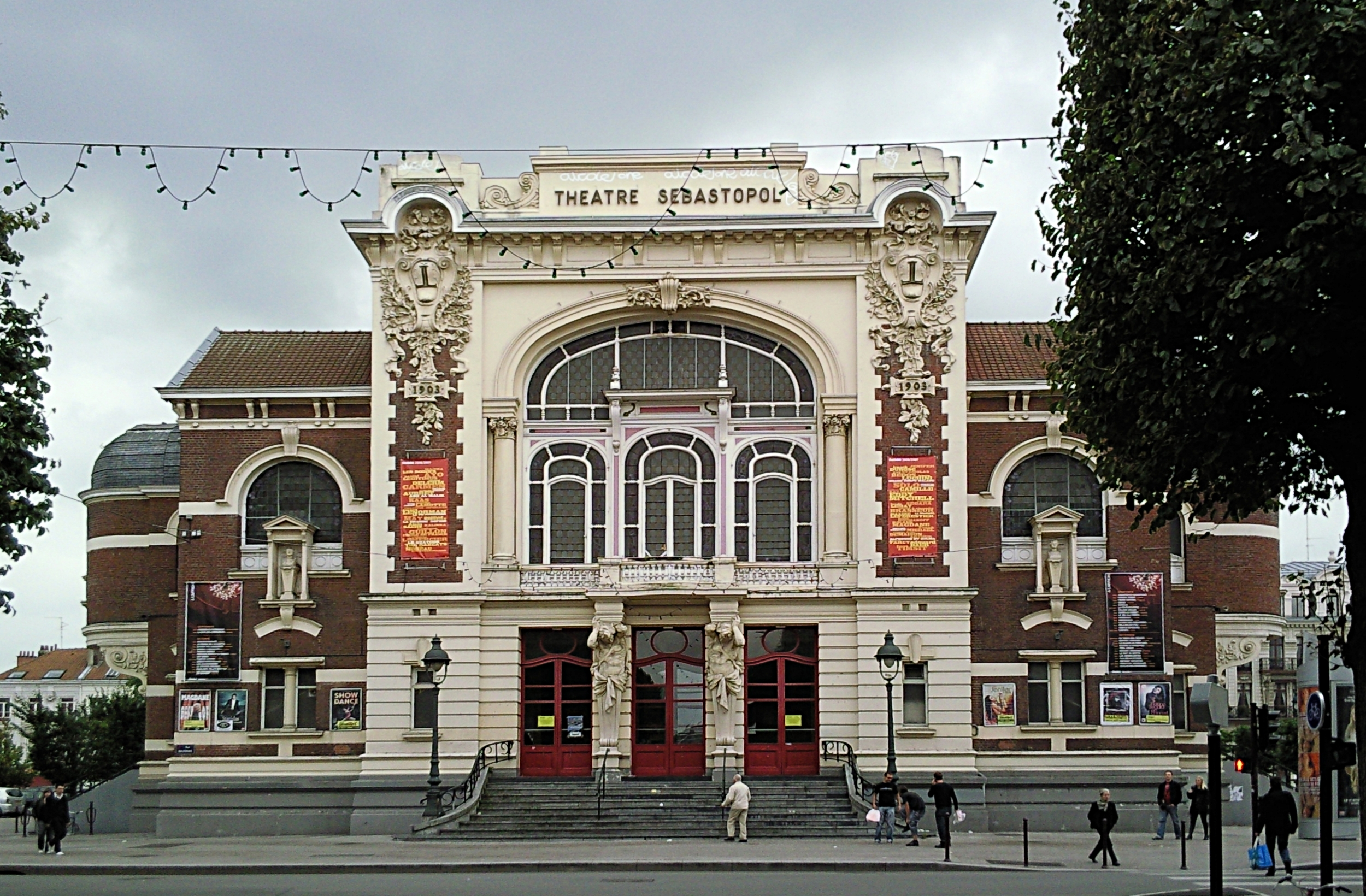
Théâtre Sébastopol

Escale à Ch'tiland is een livealbum van Ange. Opnamen vonden grotendeels plaats op 19 maart 2010 in het Théâtre Sébastopol in Lille (enkele opnamen vonden plaats in Nancy op 13 november). De opnames werden gemaakt tijdens een tournee ter promotie van het destijds net verschenen album Le bois travaille, même le dimanche.
De twee cd’s werden vergezeld door een dvd met het gehele concert, waarbij nog La ballon de Billy en Ode a Emile werden gespeeld.
De titel verwijst naar de aanduiding Ch'ti voor de bewoners van de regio Hauts-de-France (Noord-Frankrijk: de voormalige regio's Nord-Pas-de-Calais en Picardië).

## Musici
- Christian Décamps – zang, gitaar, toetsinstrumenten, accordeon
- Tristan Décamps – toetsinstrumenten, gitaar, zang, achtergrondzang
- Caroline Crozat – zang
- Hassan Hajdi – gitaar
- Thierry Sidhoum – basgitaar
- Benoît Cazzulini – slagwerk, percussie

## Muziek
| Nr. | Titel                      | Duur |
| --- | -------------------------- | ---- |
| 1.  | Ces gens-là                | 5:50 |
| 2.  | Le cimétière des arlequins | 8:25 |
| 3.  | Les yeux d’un fou          | 4:16 |
| 4.  | Le rêve est à rêver        | 6:20 |
| 5.  | Le marchand de planètes    | 7:33 |
| 6.  | Sur la trace de fées       | 6:00 |
| 7.  | Les eaux du Gange          | 5:23 |
| 8.  | Neuf heures                | 5:23 |
| 9.  | Les collines roses         | 4:00 |
| 10. | Le vieux de la montagne    | 8:10 |
| 11. | Couleurs en colère         | 7:20 |

| Nr. | Titel                  | Duur  |
| --- | ---------------------- | ----- |
| 1.  | Les enfants du hasard  | 6:30  |
| 2.  | Capitaine Cœur de Miel | 19:10 |
| 3.  | Hors-la-loi            | 5:20  |
| 4.  | L’œil et l’oule        | 7:07  |
| 5.  | Hymne à la vie         | 12:47 |
| 6.  | Schéhérazade           | 4:55  |